# 安德烈·雪鐵龍公園
安德烈·雪鐵龍公園（法語：Parc André-Citroën）是法國首都巴黎的一個公園，面積14公頃（35英畝），位於塞納河左岸的15區。公園所在地之前曾是雪鐵龍工廠，公園的名稱也來自於雪鐵龍公司的創始人。公園開業於1993年，是巴黎近一個世紀開業公園中面積最大的。

## 地理位置与历史
安德烈·雪铁龙公园位于巴黎15区，游客可以乘坐地铁10号线、地铁8号线或者RER C到达公园。
该公园创建于1986年初，于1992年落成，位于巴黎15区Javel区的前雪铁龙工厂所在地；公园位于住宅区和服务业集群的区域。

## 公园的设计
公园的总承包商是景观设计师吉勒·克莱门特、阿兰·普罗沃斯特和建筑师帕特里克·贝尔热、让-弗朗索瓦·约德里和让-保罗·维吉耶。
公园面向塞纳河，占地14公顷，拥有茂盛的植被和水景设计。公园中央有一条斜穿公园的直线长800米，景观多样，其中包括水池、草坪、竹林、楼梯等。公园东北角有两座大型温室，环绕着喷泉，一座种植热带植物，另一座种植地中海植物。

## 外部連結
- Parc André-Citroën - Paris.fr （法文）
- Boston.com - Beyond The Big Dig - Case Studies - Parc André Citroën（页面存档备份，存于）